# Schulmuseum Middelhagen

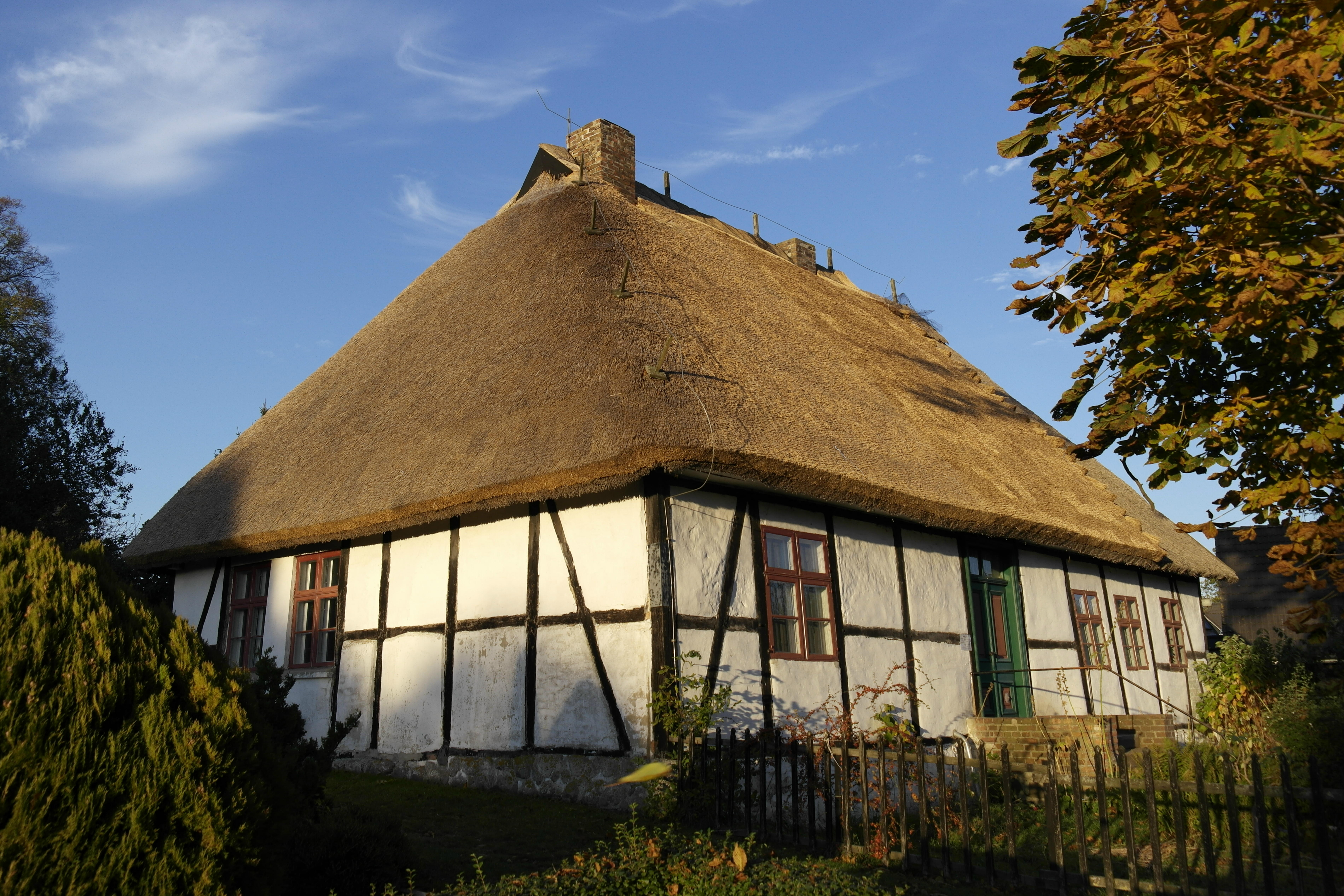
Schulmuseum Middelhagen

Das Schulmuseum Middelhagen ist ein Museum zur pädagogischen Entwicklungsgeschichte auf Mönchgut, einer Halbinsel der Insel Rügen, in Middelhagen. Es liegt im Ortszentrum neben der St.-Katharinen-Kirche und gegenüber dem alten Krug. Es wurde am 1. August 1986 im ehemaligen Küsterhaus eröffnet.
1747 wurde der Vorgängerbau des heutigen Küsterhauses erstmals in einem Aktenvermerk erwähnt. Es war ein schornsteinloses Rauchhaus, typisch für die damaligen örtlichen Bauern- und Fischerhäuser. Um 1825 wurde dann das bis heute erhaltene Gebäude errichtet. Zur Wahrnehmung seiner Amtsgeschäfte benutzte auch der Pfarrer aus Middelhagen dieses Haus, bis dann im Ort selbst das Pfarrhaus errichtet wurde.
Im Museum sieht man einen Unterrichtsraum einer Einklassenschule, in dem bis zu 60 Kinder (noch 1946) von der 1. bis zur 8. Klasse unterrichtet wurden. Die Kinder von 6 bis 14 Jahren waren so in einem einzigen Raum untergebracht. Noch Ende des 19. Jahrhunderts war der Unterrichtsstoff so vorrangig auf Schreiben, Rechnen und Lesen (meist des Katechismus und Gesangbuchs) sowie Religion beschränkt. 
Bis 1962 befand sich in diesem Küsterhaus die einklassige Zubringerschule – zu der Zeit aber schon begrenzt auf die Klassen 1 bis 4 – für die inzwischen errichtete Zentralschule Mönchgut, die an der Straße nach Gager lag. 
Im Unterrichtsraum sind Wandrollbilder, Leselerntafeln, die Rechenmaschine „Abakus“ und präparierte Tiere als Unterrichtsmittel der damaligen Zeit zu sehen. 
Neben der Schulstube war es auch üblich, dass sich dort zugleich die Wohnung des Küsters, Kantors und Dorfschullehrers mit Wohn-, Schlaf-, Amtszimmer, dem Studierzimmer und der Küche befanden. So ist es auch jetzt noch im Museum zu besichtigen.